# Аниер сюр Оаз
Аниѐр сюр Оа̀з (на френски: Asnières-sur-Oise) е град в Северна Франция, част от департамента Вал д'Оаз в регион Ил дьо Франс. Населението му е около 3100 души (2021).
Разположен е на 208 метра надморска височина в Парижкия басейн, на левия бряг на река Оаз и на 30 километра северно от центъра на Париж. Селището се споменава за пръв път през 907 година, когато е владение на манастира „Сен Дьони“, а през 1228 година край него е основан манастирът „Роайомон“. Днес то е център на малка агломерация с около 17 хиляди жители.